# Myiophobus
A Myiophobus a madarak (Aves) osztályának verébalakúak (Passeriformes) rendjébe és a királygébicsfélék (Tyrannidae) családjába tartozó nem.
Besorolásuk vitatott, egyes rendszerezők ide sorolják a Nephelomyias nembe sorolt fajokat is.

## Rendszerezés
A nemet Heinrich Gottlieb Ludwig Reichenbach német botanikus és ornitológus írta le 1850-ben, az alábbi 6 vagy 9 faj tartozik ide:
- Myiophobus cryptoxanthus
- kerti tirannusz (Myiophobus fasciatus)
- Myiophobus flavicans
- Myiophobus phoenicomitra
- Myiophobus roraimae
- Myiophobus inornatus
- Myiophobus lintoni[2] vagy Nephelomyias lintoni[1]
- Myiophobus ochraceiventris[2] vagy Nephelomyias ochraceiventris[1]
- Myiophobus pulcher[2] vagy Nephelomyias pulcher[1]